# Gonzalo Lira

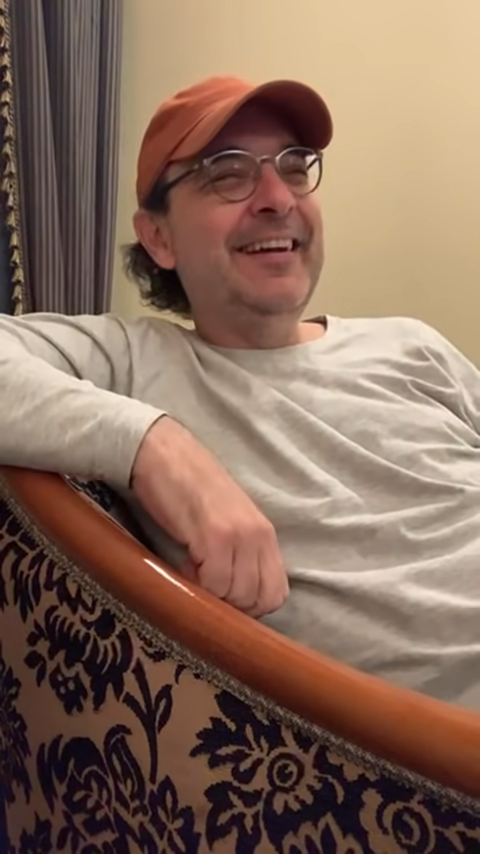
Gonzalo Lira no Hotel Premier Palace, Kiev, Ucrânia. Fevereiro de 2022.

Gonzalo Ángel Quintilio Lira López (Burbank, Estados Unidos, 29 de fevereiro de 1968 – 12 de janeiro de 2024, Ucrânia) foi um romancista e diretor de cinema e vlogger chileno-estadunidense residente em Kharkiv, Ucrânia, conhecido nas mídias sociais pelo pseudónimo de Coach Red Pill. Envolvido na chamada manosfera, costumava postar conteúdo antifeminista e misógino. Em seu vlog, também criticava o governo Zelensky, no contexto do conflito Rússia-Ucrânia. Pela imprensa, fora acusado de difundir desinformação sobre a invasão do território ucraniano devido às suas posições russófilas. Ele também era um pinochetista declarado, apoiando o golpe de estado de 1973 no Chile.
Em abril de 2022, Lira desapareceu por um curto período. Posteriormente disse ter sido detido pelo  Serviço de Segurança da Ucrânia (SBU).
Em maio de 2023, foi preso sob a acusação de produzir e publicar material destinado a justificar a invasão russa. Depois de ser liberado sob fiança, tentou deixar o país e foi novamente preso - dessa vez, por violar as regras da liberdade condicional. No dia 12 de janeiro de 2024, Lira morreu de pneumonia, em um centro de detenção da Ucrânia. 

## Vida
Nascido em Burbank em 1968, era o filho mais velho do casal Gonzalo Ángel Lira Valdés e de María Isabel López Hess, tendo María Elene Lira López como sua única irmã. Cresceu no vale de San Fernando, Nova York, Miami e também em Guayaquil, Equador.
Por parte paterna era bisneto do José Miguel Carreira, ativista da independência do Chile sendo também bisneto de Ambrosio Valdés Carreira. Seu avô paterno foi Luis Ángel Custodio Lira Gálvez, capitão de corveta da Armada do Chile, e posteriormente de navio, e da Subsecretaria de Marinha do Chile entre 1952-1954 durante o governo de Carlos Ibáñez del Campo.
Trabalhou na indústria de vídeo games, foi autor de alguns livros e filmes. Em 2006, por exemplo, Lira co-escreveu, produziu e dirigiu Catalina’s Kidnapping. Entre 2010 e 2013, Lira publicou ensaios sobre economia e outros temas em seu blog, e em ocasiões voltou-os a publicar no blog Business Insider e no blog Naked Capitalism. Também contribuiu com o Zero Hedge.
Desde 2017, Lira esteve ativo no YouTube, com seu canal Coach Red Pill. Publicou mais de 500 vídeos, obteve 324 000 subscritores e ao redor de 2 milhões de reproduções. Em novembro de 2021, Lira apagou a maior parte de seu conteúdo de CRP e começou a publicar com seu nome legal.
Durante o início da invasão russa de Ucrânia de 2022, estava na capital ucraniana Kiev, onde mostrava o que estava a passar em seu canal de YouTube Vivia em Kharkiv e tinha família na Ucrânia. Sua esposa era de Ordzhonikidze. O casal tinha uma filha.
Em 2023, Lira foi preso pelas autoridades ucranianas, tendo sido acusado de fazer propaganda para o governo russo e de espalhar desinformação com a finalidade de justificar a invasão da Ucrânia pela Rússia.

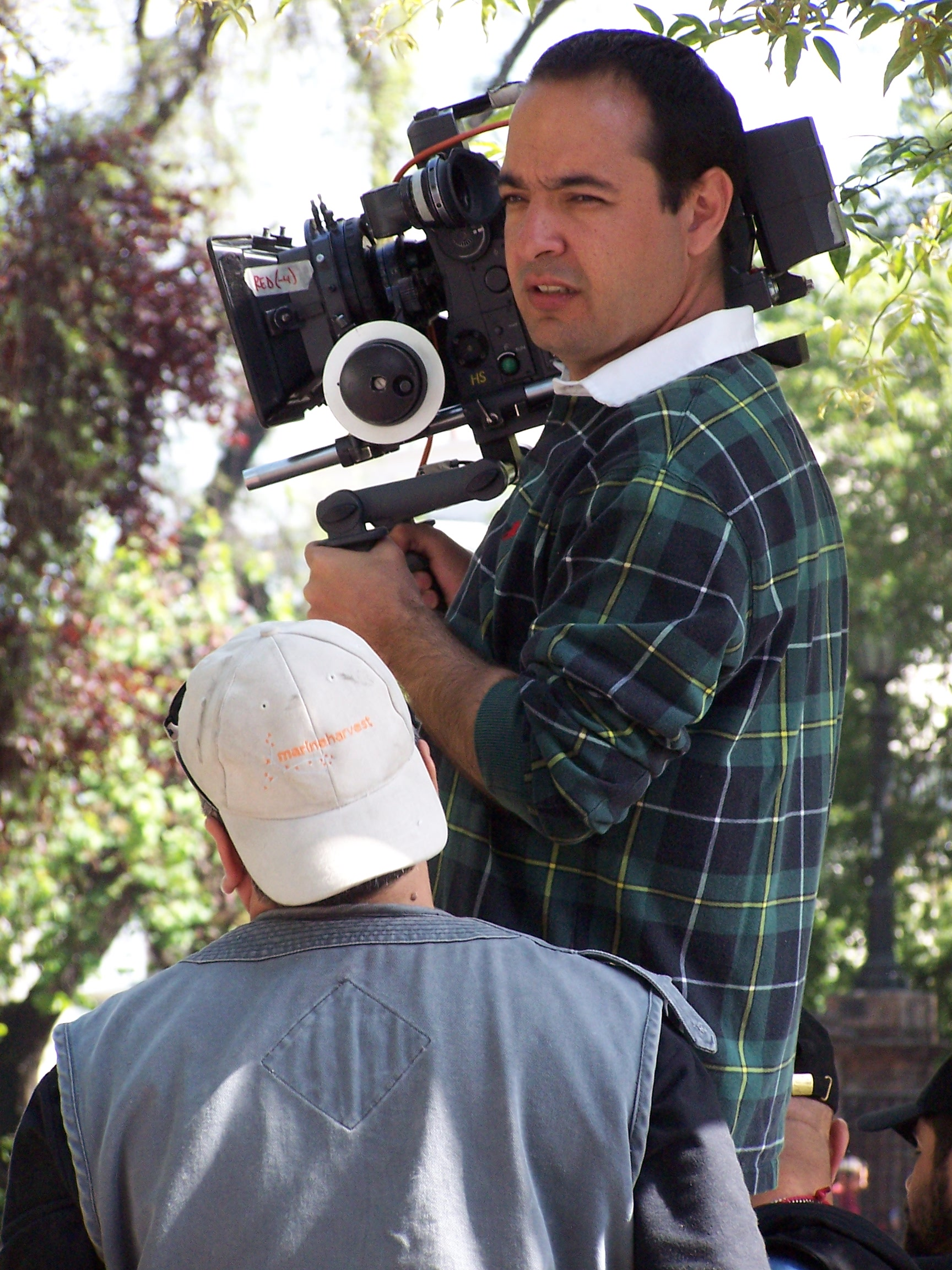
Gonzalo Lira em 2006 durante a produção do filme Secuestro

Figuras proeminentes como o magnata da tecnologia Elon Musk e o apresentador da Fox News Tucker Carlson defenderam a sua libertação, chamando a atenção internacional para o caso. Em suas comunicações com a embaixada dos EUA, Gonzalo Lira (pai) destaca suas preocupações sobre o declínio da saúde do filho, na prisão, e expressa insatisfação com a aparente falta de assistência da embaixada a um cidadão dos Estados Unidos. Um bilhete manuscrito de Lira detalhava seus problemas de saúde, incluindo pneumonia dupla, pneumotórax e edema pulmonar grave, ao mesmo tempo em que apontava negligência e atraso no atendimento médico prestado na prisão.

## Filmes
- So Kinky (1998)
- Secuestro/Catalina's Kidnapping (2006)

## Livros
- Lira, Gonzalo (1997). Tomáh Errázurih 1 ed. Santiago, Chile: Grijalbo Mondadori. ISBN 9562580571. OCLC 38081261
- Lira, Gonzalo (1998). Counterparts (em inglês). Nova York: G.P. Putnam's Sons. ISBN 0399143122. OCLC 660069451
- Lira, Gonzalo (2003). Acrobat (em inglês). Nueva York, Estados Unidos: St. Martin's Press. ISBN 9781429977012. OCLC 1025760759